# Koziatyn (obwód wołyński)
Koziatyn (ukr. Козятин) – wieś na Ukrainie, w obwodzie wołyńskim, w rejonie łuckim. W 2001 liczyła 240 mieszkańców, spośród których 239 wskazało jako ojczysty język ukraiński, a 1 rosyjski.
W okresie międzywojennym wieś znajdowała się w granicach II RP, wchodząc w skład gminy Podberezie w powiecie horochowskim, w województwie wołyńskim.